# Luis Soubié
Luis Ignacio Soubié (Buenos Aires, 6 de noviembre de 1970) es un ingeniero civil y regatista argentino. También ha sido comodoro de la SCIRA.
Trabajó en Soubie, Fernandez y Asociados (1992-97), Stieglitz Construcciones (1997-2006) y con su propia empresa Soubié SRL (2006-2015). Casado con Ana Fernanda Lopez Vernengo desde 2013 reside desde 2011 en la ciudad de Mendoza, Argentina y es padre de Santiago Soubié (2012).
Compitió en la clase Optimist entre 1978 y 1985, ganando la medalla de bronce por equipos con Argentina en el Campeonato Mundial de 1984 en Kingston, Canadá. En Optimist participó también en el Campeonato Mundial de 1985 en Finlandia y en los Sudamericanos de Uruguay 1984 y Chile 1985. En 1986 y 1987 compitió en la clase Cadet y se clasificó cuarto en el Campeonato Mundial de 1986 disputado en Laredo, España.
En 1988 cambia a la clase Snipe y obtiene la medalla de bronce en el Mundial Juvenil en San Petersburgo, Estados Unidos.
Aunque también ha competido con barcos fórmula IMS (ganando la regata Galápagos 2005 con la embarcación Peruana "Papyrus"y el circuito Rolex Río de la Plata 2007 con el Argentino "007"), J/24 y Lightning, ha sido en la clase Snipe donde ha destacado especialmente. Hasta su parcial retiro de la actividad en 2001, había competido en los Campeonatos Mundiales de 1995 (Rimini, Italia), 1999 (Santiago de la Ribera, España) y 2001 (Punta del Este, Uruguay).  
Tras retornar a la actividad deportiva en 2009, obtuvo once campeonatos nacionales argentinos (2009, 2010, 2011, 2013, 2014, 2015, 2016, 2019, 2020, 2021 y 2024), y tres subcampeonatos (2012, 2017 y 2018). También fue campeón sudamericano tres veces (2015, 2017 y 2022) y subcampeón otras dos (2013 y 2019), además de subcampeón de América del Norte (2015), dos veces subcampeón del Hemisferio Occidental y Oriente (2012 y 2014) y subcampeón del mundo (2015). 
Desde 2009 ha sido "top five" en 3 de los 5 mundiales realizados: Séptimo en Dinamarca en 2011, quinto en Brasil en 2013, segundo en Italia en 2015 y quinto en Brasil en 2019.
En eventos multideportivos ha conseguido cinco medallas:
- Oro en los Juegos Suramericanos de 2010
- Plata en los Juegos Suramericanos de Playa de 2011
- Plata en los Juegos Suramericanos de 2014
- Plata en los Juegos Panamericanos de 2015
- Bronce en los Juegos Panamericanos de 1999

Ha colaborado con la Federación Chilena de Navegación a Vela entrenando el equipo de Snipe que consiguió la medalla de plata en los Juegos Suramericanos de 2018 y la de oro en los Juegos Suramericanos de Playa de 2019. 